# Каатинга сива
Каати́нга сива (Herpsilochmus sticturus) — вид горобцеподібних птахів родини сорокушових (Thamnophilidae). Мешкає в Південній Америці.

## Опис
Довжина птаха становить 10 см. Тім'я і потилиця у самця чорні, у самиць рудувато-коричневі; обличчя сіре, спина сіра, крила чорні, на покривних перах білі плями, груди білі. Живіт білуватий або світло-сірий у самців, охристий у самиць. Хвіст чорний, з білими плямами.

## Поширення й екологія
Сиві каатанги поширені на Гвіанському нагір'ї. Вони мешкають на сході Венесуели (штат Болівар на схід від річки Каури і на південь від Оріноко), в Гаяні, Французькій Гвіані, Суринамі та на північному сході бразильської Амазонії (на схід від річки Тромбетас). Сиві каатинги живуть у кронах і середньому ярусі вологих тропічних лісів на висоті до 550 м над рівнем моря.